# Tournoi de tennis de Gold Coast

Le tournoi de Gold Coast (Queensland, Australie) est un tournoi de tennis féminin du circuit professionnel WTA.
Il s'est tenu chaque année, la 1re semaine de janvier, de 1997 à 2008.
Ai Sugiyama et Patty Schnyder s'y sont chacune imposées deux fois.

## Palmarès

### Simple
| No | Date       | Nom et lieu du tournoi                      | Catégorie | Dotation  | Surface    | Vainqueure        | Finaliste          | Score         |         |
| -- | ---------- | ------------------------------------------- | --------- | --------- | ---------- | ----------------- | ------------------ | ------------- | ------- |
| 1  | 01-01-1997 | Gold Coast Classic, Gold Coast              | Tier III  | 164 250 $ | Dur (ext.) | Elena Likhovtseva | Ai Sugiyama        | 3-6, 7-6, 6-3 | Tableau |
| 2  | 05-01-1998 | Thalgo Hardcourts Championships, Gold Coast | Tier III  | 164 250 $ | Dur (ext.) | Ai Sugiyama       | María Vento-Kabchi | 7-5, 6-0      | Tableau |
| 3  | 04-01-1999 | Thalgo Hardcourts Championships, Gold Coast | Tier III  | 180 000 $ | Dur (ext.) | Patty Schnyder    | Mary Pierce        | 4-6, 7-6, 6-2 | Tableau |
| 4  | 03-01-2000 | Thalgo Hardcourts Championships, Gold Coast | Tier III  | 170 000 $ | Dur (ext.) | Silvija Talaja    | Conchita Martínez  | 6-0, 0-6, 6-4 | Tableau |
| 5  | 01-01-2001 | Thalgo Hardcourts Championships, Gold Coast | Tier III  | 170 000 $ | Dur (ext.) | Justine Henin     | Silvia Farina      | 7-65, 6-4     | Tableau |
| 6  | 31-12-2001 | Thalgo Hardcourts Championships, Gold Coast | Tier III  | 170 000 $ | Dur (ext.) | Venus Williams    | Justine Henin      | 7-5, 6-2      | Tableau |
| 7  | 30-12-2002 | Uncle Tobys Hardcourts, Gold Coast          | Tier III  | 170 000 $ | Dur (ext.) | Nathalie Dechy    | Marie Mikaelian    | 6-3, 3-6, 6-3 | Tableau |
| 8  | 05-01-2004 | Uncle Tobys Hardcourts, Gold Coast          | Tier III  | 170 000 $ | Dur (ext.) | Ai Sugiyama       | Nadia Petrova      | 1-6, 6-1, 6-4 | Tableau |
| 9  | 03-01-2005 | Uncle Tobys Hardcourts, Gold Coast          | Tier III  | 170 000 $ | Dur (ext.) | Patty Schnyder    | Samantha Stosur    | 1-6, 6-3, 7-5 | Tableau |
| 10 | 02-01-2006 | Mondial Australian Women's HC, Gold Coast   | Tier III  | 175 000 $ | Dur (ext.) | Lucie Šafářová    | Flavia Pennetta    | 6-3, 6-4      | Tableau |
| 11 | 01-01-2007 | Australian Women's HC, Gold Coast           | Tier III  | 175 000 $ | Dur (ext.) | Dinara Safina     | Martina Hingis     | 6-3, 3-6, 7-5 | Tableau |
| 12 | 31-12-2007 | Mondial Australian Women's HC, Gold Coast   | Tier III  | 175 000 $ | Dur (ext.) | Li Na             | Victoria Azarenka  | 4-6, 6-3, 6-4 | Tableau |

### Double
| No | Date       | Nom et lieu du tournoi                     | Catégorie | Dotation  | Surface    | Vainqueures                             | Finalistes                           | Score         |         |
| -- | ---------- | ------------------------------------------ | --------- | --------- | ---------- | --------------------------------------- | ------------------------------------ | ------------- | ------- |
| 1  | 01-01-1997 | Gold Coast Classic Gold Coast              | Tier III  | 164 250 $ | Dur (ext.) | Naoko Kijimuta Nana Miyagi              | Ruxandra Dragomir Silvia Farina      | 7-6, 6-1      | Tableau |
| 2  | 05-01-1998 | Thalgo Hardcourts Championships Gold Coast | Tier III  | 164 250 $ | Dur (ext.) | Elena Likhovtseva Ai Sugiyama           | Park Sung-hee Wang Shi-Ting          | 1-6, 6-3, 6-4 | Tableau |
| 3  | 04-01-1999 | Thalgo Hardcourts Championships Gold Coast | Tier III  | 180 000 $ | Dur (ext.) | Corina Morariu Larisa Neiland           | Kristine Radford Irina Spîrlea       | 6-3, 6-3      | Tableau |
| 4  | 03-01-2000 | Thalgo Hardcourts Championships Gold Coast | Tier III  | 170 000 $ | Dur (ext.) | Julie Halard Anna Kournikova            | Sabine Appelmans Rita Grande         | 6-3, 6-0      | Tableau |
| 5  | 01-01-2001 | Thalgo Hardcourts Championships Gold Coast | Tier III  | 170 000 $ | Dur (ext.) | Giulia Casoni Janette Husárová          | Katie Schlukebir Meghann Shaughnessy | 7-69, 7-5     | Tableau |
| 6  | 31-12-2001 | Thalgo Hardcourts Championships Gold Coast | Tier III  | 170 000 $ | Dur (ext.) | Justine Henin Meghann Shaughnessy       | Miriam Oremans Åsa Svensson          | 6-1, 7-66     | Tableau |
| 7  | 30-12-2002 | Uncle Tobys Hardcourts Gold Coast          | Tier III  | 170 000 $ | Dur (ext.) | Svetlana Kuznetsova Martina Navrátilová | Nathalie Dechy Émilie Loit           | 6-4, 6-4      | Tableau |
| 8  | 05-01-2004 | Uncle Tobys Hardcourts Gold Coast          | Tier III  | 170 000 $ | Dur (ext.) | Svetlana Kuznetsova Elena Likhovtseva   | Liezel Huber Magdalena Maleeva       | 6-3, 6-4      | Tableau |
| 9  | 03-01-2005 | Uncle Tobys Hardcourts Gold Coast          | Tier III  | 170 000 $ | Dur (ext.) | Elena Likhovtseva Magdalena Maleeva     | Maria Elena Camerin Silvia Farina    | 6-3, 5-7, 6-1 | Tableau |
| 10 | 02-01-2006 | Mondial Australian Women's HC Gold Coast   | Tier III  | 175 000 $ | Dur (ext.) | Dinara Safina Meghann Shaughnessy       | Cara Black Rennae Stubbs             | 6-2, 6-3      | Tableau |
| 11 | 01-01-2007 | Australian Women's HC Gold Coast           | Tier III  | 175 000 $ | Dur (ext.) | Dinara Safina Katarina Srebotnik        | Iveta Benešová Galina Voskoboeva     | 6-3, 6-4      | Tableau |
| 12 | 31-12-2007 | Mondial Australian Women's HC Gold Coast   | Tier III  | 175 000 $ | Dur (ext.) | Dinara Safina Ágnes Szávay              | Yan Zi Zheng Jie                     | 6-1, 6-2      | Tableau |